# Rüsztem pasa fürdője
Koordináták: é. sz. 47° 47′ 47″, k. h. 18° 44′ 14″47.796389°N 18.737222°E
Rüsztem pasa fürdője Esztergom legjelentősebb fürdője volt a török hódoltság ideje alatt. A mai Katona István utca 6. és 8. számú házak területén állt.

## Története

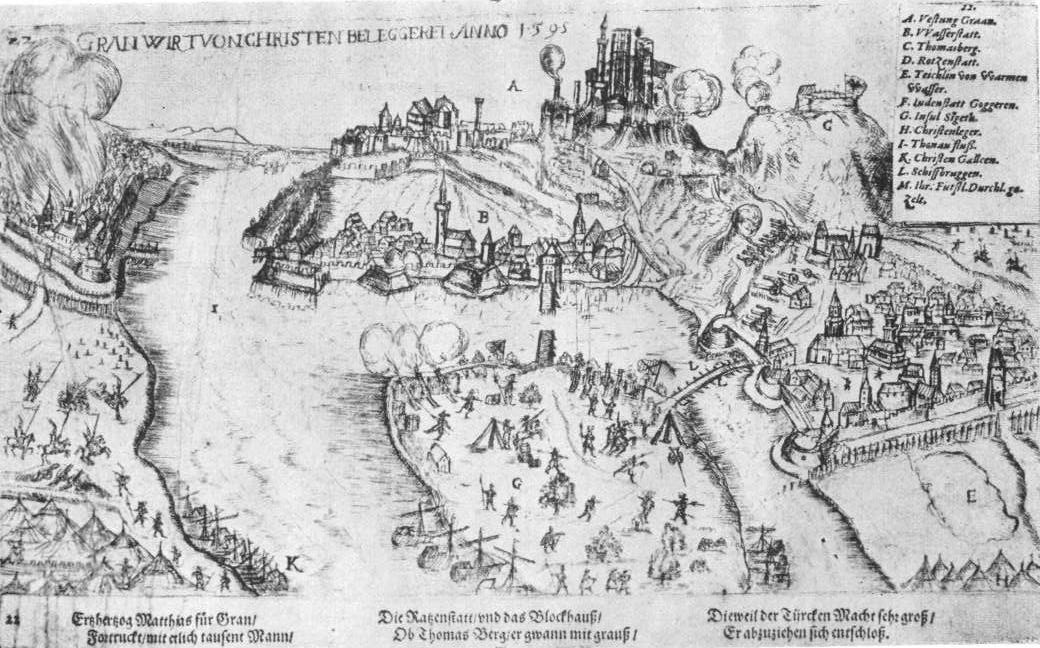
Zimmermann metszetén a vízivárosi várfal mellett látszódik a kétkupolás fürdő

Esztergomban a török uralom 130 évig tartott, és két részre különül. Az első az 1543-tól 1595-ig terjedő időszak, amit tíz évnyi magyar jelenlét követett, majd a második török periódus 1605-től 1683-ig tartott. A törökök ez idő alatt több hévvizes fürdőt építettek a város termálvizeire. Legjelentősebb közülük a Szép (vagy Güzeldzse) Rüsztem budai pasa által 1559 és 63 között építtetett fürdő volt a Vízivárosban. Mindezt korabeli ábrázolások is igazolják, köztük Meyerpeck és Zimmermann metszetei. Az 1594-95-ös ostromok során megrongálódott, a kupolái beomlottak. Az épület közelében kapott halálos sebet Balassa Bálint is. A keresztények a romos épületet lakóházzá alakították át. Ez a mai Katona István utca 6-os és 8-as számú házai, amik egykor egy épületet alkottak. Tíz évvel később, amikor a város ismét török kézre került, már nem alakították vissza fürdővé az erősen megrongálódott lakóházat. E helyett 1605 és 1663 között, annak szomszédságában, a városfal külső oldalán egy új, kisebb fürdőt építettek. 1820 körül, amikor a Rüsztem-féle fürdő helyén álló két ház elnyerte mai formáját, a régi boltozatot és az útban lévő erős kőfalakat robbantással eltávolították.

## Feltárása

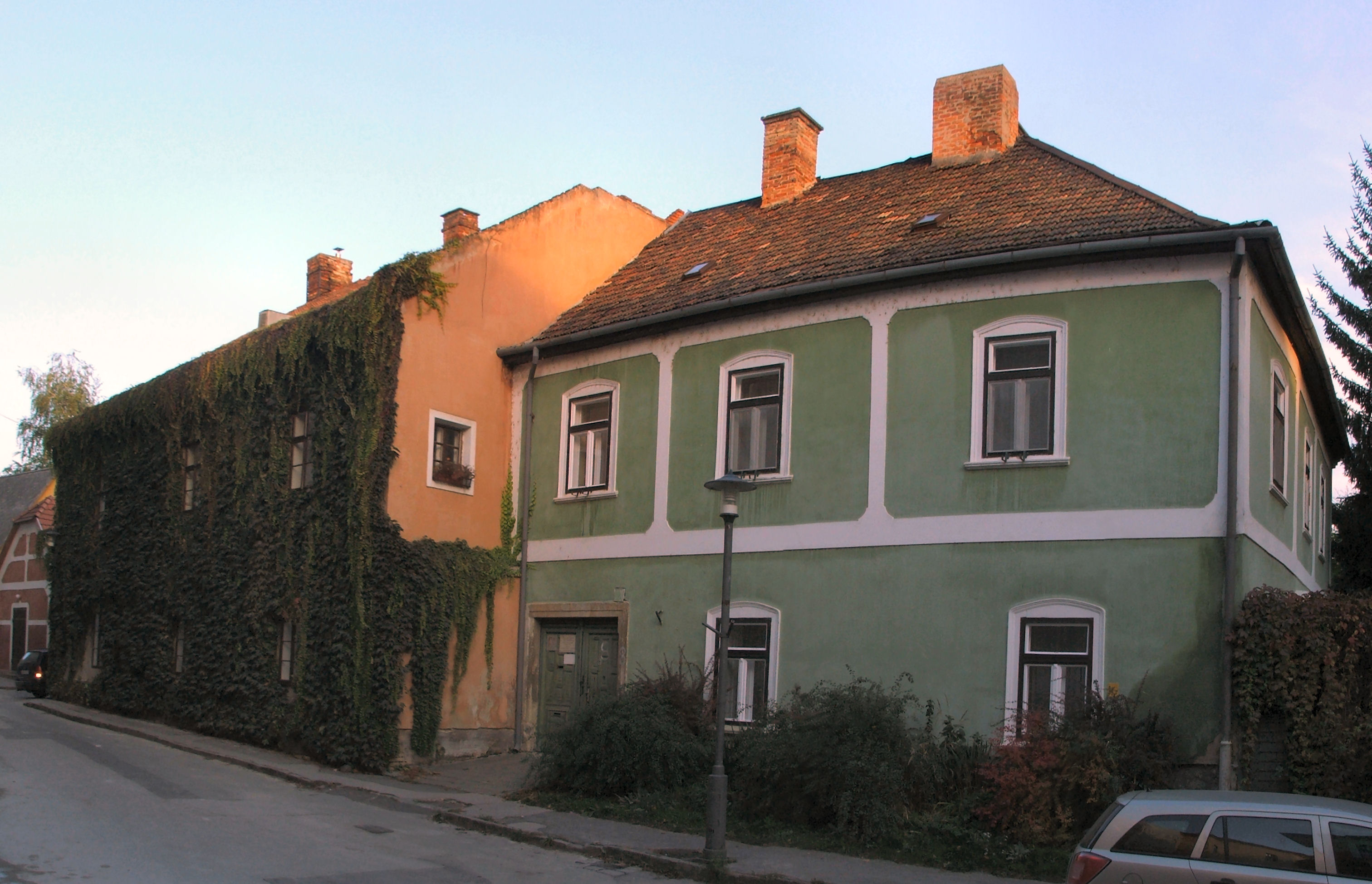
A fürdő helyén álló barokk lakóépületek

1952-ben az utcai vízelvezető árokban a márványpadló részletei, edénytöredékek, egy kőfal, egy 15. századi sírkő, ágyúgolyók kerültek elő. Két évvel később kőfaragványokat találtak egy udvarban ásott gödörben. 1965-ben számos közép- és török kori emléket tártak fel, köztük az udvarszint márványlapjai közé beépítve Csanádi Péter esztergomi kanonok sírkövét, egy nyolcszögletű csorgókutat és kerámiacsöves vízvezetékeket. Későbbi falkutatások során megállapították, hogy az utca alatt húzódó falak eredetileg a két épület tartozékai voltak, majd boltozatokat, ajtókat bontottak ki a helyszínen.  A 8-as számú ház pincéjében ma is megtalálhatóak egy nyolcszögletű török fürdőmedence maradványai. 

## Leírása
A fürdő két-kupolás, két nagy, és több kis medencével ellátott épület volt.